# Distrito de Colquioc
El distrito de Colquioc es uno de los quince distritos de la provincia de Bolognesi ubicada en el departamento de Áncash en el Perú. Limita al norte con la provincia de Recuay, al noreste con el distrito de Antonio Raimondi y el distrito de Huayllacayán, al sureste con la provincia de Ocros, al suroeste con el departamento de Lima y al noroeste con la provincia de Huarmey.

## Toponimia
El nombre de este distrito procede de la voz quechua qullqiyuq, literalmente "el que posee mineral de plata".

## Capital
La capital distrital es el centro poblado de Chasquitambo.

## Historia
El distrito fue creado el 29 de enero de 1965 mediante Ley N.º 15409 y tiene una población estimada mayor a 1000 habitantes. Su capital es la localidad de Chasquitambo.

## Autoridades

### Municipales
- 2015 - 2018[2]
  - Alcalde: Alejandro Manuel Díaz Trujillo, del Partido Siempre Unidos.
- 2019 - 2022
  - Alcalde: Guillermo Carlos Pariasca Dextre, del Partido Somos Perú.

- 2023 - 2026
  - Alcalde: Alfredo Javier Garay Ramos, del Partido Político Alianza para el Progreso